# Rob Bowman
Rob Stanton Bowman (15 de Maio de 1960, Wichita Falls, Texas) é um diretor e cineasta da cinema dos Estados Unidos que dirigiu muitos episodios da Série de TV Arquivo X e Castle (série de TV) contado filmes como: Arquivo X: O Filme (O Filme da série de TV Arquivo-X) (1998), Reino de Fogo (2002) e Elektra (2005).